# Liviu Antal
Liviu Ion Antal (ur. 2 czerwca 1989 w Șimleu Silvaniei) – rumuński piłkarz występujący na pozycji pomocnika, reprezentant Rumunii.

## Kariera klubowa
Karierę piłkarską Antal rozpoczął w klubie Bihor Oradea, gdzie grał w drużynie juniorów. W 2007 roku został zawodnikiem drugoligowej Concordii Chiajna. Grał w niej przez rok, a w 2008 roku odszedł do innego drugoligowca, FCM Târgu Mureș. Występował w nim w sezonie 2008/09. Latem 2009 roku Antal przeszedł do pierwszoligowego Oțelul Gałacz. W rumuńskiej ekstraklasie zadebiutował 31 sierpnia 2009 w wygranym 1:0 wyjazdowym meczu z Internațional Curtea de Argeș. W Oțelulu od czasu debiutu stał się podstawowym zawodnikiem. W sezonie 2010/11 wywalczył z tym zespołem historyczny, pierwszy tytuł mistrza Rumunii.
W 2012 roku Antal przeszedł do FC Vaslui. Latem 2014 przeszedł do Gençlerbirliği SK. W trakcie sezonu został wypożyczony do Beitaru Jerozolima. W 2015 roku trafił do Hapoelu Tel Awiw. W 2016 roku wypożyczono go do Pandurii Târgu Jiu.
Statystyki kariery
| Sezon   | Klub               | Kraj    | Rozgrywki   | Mecze | Bramki |
| ------- | ------------------ | ------- | ----------- | ----- | ------ |
| 2007/08 | Concordia Chiajna  | Rumunia | Liga I      | 21    | 2      |
| 2008/09 | FCM Târgu Mureș    | Rumunia | Liga II     | 26    | 6      |
| 2009/10 | Oțelul Gałacz      | Rumunia | Liga I      | 25    | 5      |
| 2010/11 | Oțelul Gałacz      | Rumunia | Liga I      | 28    | 7      |
| 2011/12 | Oțelul Gałacz      | Rumunia | Liga I      | 30    | 4      |
| 2012/13 | FC Vaslui          | Rumunia | Liga I      | 31    | 5      |
| 2013/14 | FC Vaslui          | Rumunia | Liga I      | 19    | 11     |
| 2014/15 | Gençlerbirliği SK  | Turcja  | Süper Lig   | 9     | 1      |
| 2014/15 | Beitar Jerozolima  | Izrael  | Ligat ha’Al | 14    | 3      |
| 2015/16 | Hapoel Tel Awiw    | Izrael  | Ligat ha’Al | 16    | 2      |
| 2015/16 | Pandurii Târgu Jiu | Rumunia | Liga I      | 11    | 3      |
| 2016/17 | Pandurii Târgu Jiu | Rumunia | Liga I      |       |        |

## Kariera reprezentacyjna
11 czerwca 2011 zadebiutował w reprezentacji Rumunii w przegranym 0:2 towarzyskim meczu z Paragwajem.

## Sukcesy

### Zespołowe
Oțelul Gałacz
- mistrzostwo Rumunii: 2010/11
- Superpuchar Rumunii: 2011

FK Žalgiris Wilno
- mistrzostwo Litwy: 2020
- Puchar Litwy: 2018

### Indywidualne
- król strzelców Liga I: 2013/14 (15 goli)
- król strzelców A lygi: 2018 (23 gole)
- wybór do drużyny sezonu A lygi: 2018